# Terapija
Terapija (starogrčki θεραπεία therapeia, služba bolesniku, njega bolesnika) je postupak kojim se ublažavaju ili otklanjaju simptomi bolesti ili ozljede i uspostavljanje prethodno narušenog, normalnog stanja zdravlja. Ako se liječe samo simptomi, naziva se simptomatska, a ako se uklanjaju uzroci bolesti, onda je to kauzalna terapija ili prevencija.